# Куртино (Московская область)
Куртино — село в Ступинском районе Московской области в составе Городского поселения Ступино (до 2006 года входило в Староситненский сельский округ).
Расположено на юго-востоке района, в верховье реки Бунчихи, левого притока реки Каширки, высота центра деревни над уровнем моря — 181 м. Ближайшие населённые пункты: Родоманово — южнее, на другом берегу реки и Гладково — примерно в 1 км на запад.
На 2016 год в Куртине 2 улицы и переулок. Впервые в исторических документах упоминается в 1577 году, как Куркина, названая, вероятно, по фамилии владельца. В деревне, вероятно, в середине XVIII века, Павлом Мартыновичем Скавронским (по другим данным — князем Голицыным) была основана усадьба, от которой сохранилась церковь Иоанна Воина (иконы Божией Матери «Всех скорбящих Радость»), построенная в 1817 году, на средства А. Н. Голицыной, также датируемая 1794 годом, памятник архитектуры федерального значения. До настоящего времени храм не восстановлен.

## Население
| 2002 | 2006 | 2010 |
| ---- | ---- | ---- |
| 50   | ↘45  | ↘39  |